# Angelika Levi
Angelika Levi (geboren am 27. Mai 1961 in Bad Godesberg) ist eine deutsche Filmregisseurin, Kamerafrau, Filmeditorin, Experimentalfilmmacherin und Videokünstlerin. Sie lebt in Berlin.

## Leben
Angelika Levi wurde 1961 als Tochter der Biologin Ursula Levi geboren. Von 1985 bis 1992 studierte sie Film an der Deutschen Film- und Fernsehakademie Berlin (DFFB). Levis künstlerisches Schaffen entfaltete sich im ehemaligen Westberlin der 1980er Jahre. Ihre frühen Filme arbeiten mit ihrer Lebenswirklichkeit als Teil der Hausbesetzungs-, Punk-, New-Wave- und Drogenszene und zeigen sie oft in privaten und kollektiven Räumen der schwul-lesbischen, feministischen Subkultur. 1983 gründete Angelika Levi gemeinsam mit Josje Pater, Stefanie Mahlknecht und anderen die Frauenband Subsonic.
Seit 1985 werden Levis Filme auf internationalen Filmfestivals, in Ausstellungen und im Kino gezeigt. Ihre erste lange Produktion, der autobiografische Dokumentarfilm Mein Leben Teil 2, wurde bei der Berlinale 2003 in der Sektion Internationales Forum des Jungen Films erstaufgeführt, und gewann unter anderem den Förderpreis der Stadt Duisburg, den Preis für langen Dokumentarfilm des Jewish Filmfestival Warsaw und den Publikumspreis der Lesbisch Schwulen Filmtage Hamburg.
Neben ihrer Arbeit als selbstständige Regisseurin ist Levi auch als Dozentin und Dramaturgin tätig.

## Filmografie

### Kurzfilme
- 1975: Holland
- 1982: Urlaub in Italien (Holiday in Italy)
- 1983: Petje komt niet (Petje is not coming)
- 1984: Ariel
- 1985: Hubertas Dominamoden (Hubertas domina fashions)
- 1987: Sex Party
- 1989: Auf geht's. Aber wohin? (Let's go. But where?)
- 1990: Monetary Union
- 1992: Das kleine Objekt a (The little object a)
- 1994: Freunde (Friends)
- 1995: Growis & Klewis

### Langfilme
- 2003: Mein Leben Teil 2 (My Life Part 2)
- 2010: Absent Present
- 2012: The Children of Srikandi
- 2016: Miete Essen Seele auf
- 2019: The Nancys (Work in progress)

## Installationen
- 1987: Faust auf Auge (Fist in the eye)
- 2004: Hay que gastar dinero (You have to spend money)
- 2006: Africa is Calling
- 2019: The Nancys (Work in progress)